# Gryllacris rufovaria
Gryllacris rufovaria är en insektsart som beskrevs av Kirby, W.F. 1888. Gryllacris rufovaria ingår i släktet Gryllacris och familjen Gryllacrididae. Inga underarter finns listade i Catalogue of Life.